# Rhythmic Airplay Charts

Logo von Billboard

Die Rhythmic Airplay Charts (auch Rhythmic Top 40) sind Airplay-Charts, die von Billboard erstellt werden. Die Charts orientieren sich an die Airplay-Einsätze in der Urban-Musik (R&B und Hip-Hop).

## Geschichte
Das Billboard-Magazin nahm seine erste Entwicklung für die Rhythmic Airplay Charts am 15. Februar 1987, als es die Charts für Crossover-Musik erstellte. Der erste Nummer-eins-Hit war Looking for a New Love von Jody Watley. Die Charts bestanden aus 30 Titeln und wurden aus den Airplay von nur 18 Radiostationen ausgewertet. Im Dezember 1990 löste Billboard die Charts auf, da es mehr Radiostationen gab, die genrebestimmte Musik spielten, zum Beispiel gab es viele Radiostationen, die nur Popstücke spielten, daraus setzen sich die Mainstream Top 40 zusammen und für die Radiostationen die Urban-Musik spielen, erstellte Billboard im Oktober 1992 die Rhythmic Airplay Charts. Erster Nummer-eins-Hit in den Rhythmic Airplay Charts wurde  End of the Road von Boyz II Men.